# Frédérick Rapilly
 (janvier 2014).
Si vous disposez d'ouvrages ou d'articles de référence ou si vous connaissez des sites web de qualité traitant du thème abordé ici, merci de compléter l'article en donnant les références utiles à sa vérifiabilité et en les liant à la section « Notes et références ».
Frédérick Rapilly, né le 18 mai 1968 à Vannes (Morbihan), est journaliste, grand reporter et écrivain français.

## Biographie
Après avoir passé un Bac D, Frédérick Rapilly obtient un DEA en droit communautaire à la faculté de droit de Rennes.
En parallèle, il est DJ. Accompagné du collectif 601 Chup's, il organise des soirées électro influencé par le son de Manchester.
A Rennes, il participe au label Lord's Records (Off The Wall, Marc Saty...), côtoie la scène rock locale organise des concerts, un festival rock, et rejoint comme dessinateur le fanzine étudiant Labération.
A Rennes, il crée et anime sur la station Canal B l'émission Kumba-Wumba, .
En 1992, il est diplômé de l'Institut de journalisme Robert Schuman à Bruxelles[Quand ?], puis de l'IPJ à Paris[Quand ?].
Au début des années 1990, il fait un passage au bureau européen de France 3, travaille en Bretagne au Télégramme, puis à Ouest-France.Frédérick Rapilly collabore également avec plusieurs publications dont Neptune Yachting, France Dimanche, Tennis Magazine, Le Journal du dimanche, Playboy, Paris Match, avant de rejoindre Télé 7 jours en 1996 comme journaliste, puis rédacteur en chef adjoint.
Il collabore au magazine Hit & News, au webzine Urbuz (ex-Metromag), et à divers projets dont le lancement de Paris Match en version russe.
En 2008 et 2009, il anime la version française des MTV Europe Music Awards avec la chanteuse China Moses. 
Surfer, il cofonde avec Yves Armingaud au début des années 1990 la Breizh Surfing Association et effectué plusieurs surf-trips.
Frédérick Rapilly écrit des ouvrages sur des séries télé (Mentalist), des livres sur les musiques rock, pop, électro et techno, plusieurs biographies et trois thrillers (Le Chant des âmes en 2011, Le Chant du Diable en 2012, Dragon Noir en 2018). 
Il est membre du collectif Pôle Hard.[réf. nécessaire]
Il collabore aussi depuis 2020 à la revue Alibi, mook trimestriel consacré à l'univers du polar et aux faits divers, au fanzine Twice (ex Twice on Gothic), trimestriel consacré au rock et à la culture underground, ainsi qu'à la revue Fantask.
Il vit depuis 2014[Quand ?] à Montreuil, près de Paris.

## Œuvres

### Anthologies
- 2004 : Pour Toujours et à Jamais, de Frank Michael (collaboration).  éditions Hors collection, 216 pages  (ISBN 978-2-258-06445-4)
- 2008 : Une fille en or ?, co-auteur avec Jean-Yves Dhermain, CLD, 258 pages, biographie de Laure Manaudou  (ISBN 9782854435191)[4]
- 2010 : Le Mentalist de A à Z, éditions du Rocher, Monaco, 243 pages  (ISBN 9782268070483)[3]
- 2016 : David Guetta : no limit : Paris, Ibiza, Los Angeles, Paris, First Éditions, coll. « First Document », avril 2016, 240 p. (ISBN 978-2-7540-8156-6)[5]
- 2020 : The Cure - In Between Years, éditions Rock & Folk, Clichy  (ISBN 9782380581249)
- 2021 : Mark Hollis, ou l'art de l'effacement, éditions Le Boulon, Paris  (ISBN 9782915126839)[6],[7],[8],[9].
- 2021 : Indochine, Dizzidence Rock, éditions Rock & Folk, Clichy  (ISBN 9782380581553)[10],[11]
- 2023 : Blue Monday - New Order, éditions Le Boulon, Paris  (ISBN 9782383780366)[12],[13],[14]

### Romans
- 2011 : Le Chant des âmes, éd. Critic, 384 pages  (ISBN 9782953499841)
- 2012 : Le Chant du Diable, éd. Critic, 350 pages  (ISBN 9791090648005)
- 2018 : Dragon Noir, éd. Critic , 420 pages  (ISBN 9782375790465)[15]

### Œuvres collectives
- 2013 : L'Exquise Nouvelle, nouvelles policières. Frédérick Rapilly cosigne Les Dix P'tits Sacs avec Mallock et Laurence Biberfeld  (ISBN 978-2-9545737-0-0)